# 71 (film)
Pour plus de détails, voir Fiche technique et Distribution.
71 (typographié '71) est un drame de guerre britannique de Yann Demange sorti en 2014.

## Synopsis
En 1971, Gary, militaire britannique, est envoyé à Belfast, en proie aux troubles entre catholiques et protestants. En patrouille dans un quartier catholique, il est pris au piège au cours d'une émeute. Traqué par les hommes de l'IRA, il doit se cacher et faire face pour rester en vie et regagner sa base.

## Fiche technique
- Titre original : '71
- Réalisation : Yann Demange
- Scénario : Gregory Burke (en)
- Direction artistique : Chris Oddy
- Décors : Nigel Pollock
- Costumes : Jane Petrie
- Montage : Chris Wyatt
- Musique : David Holmes
- Photographie : Tat Radcliffe
- Production : Robin Gutch et Angus Lamont
- Sociétés de production : Crab Apple Films et Warp Films (en)
- Sociétés de distribution : StudioCanal
- Pays d’origine :  Royaume-Uni
- Langue originale : Anglais
- Budget : 8 100 000 £[1]
- Durée : 99 minutes
- Format : couleur - 35 mm - son  Dolby Digital - 2,35:1
- Genre : Drame de guerre
- Dates de sortie : 
  - Allemagne : 7 février 2014 (Berlinale 2014)
  - Royaume-Uni : 10 octobre 2014
  - France : 5 novembre 2014
- Date de sortie en DVD : 1er avril 2015
- Public : interdit aux moins de 12 ans

## Distribution
- Jack O'Connell : Gary Hook
- Richard Dormer : Eamon
- Charlie Murphy : Brigid
- David Wilmot (en) : Boyle
- Sean Harris : le capitaine Sandy Browning
- Killian Scott : James Quinn
- Sam Reid : le sous-lieutenant Armitage
- Barry Keoghan : Sean
- Paul Anderson : le sergent de la Military Reaction Force (en) Leslie Lewis
- Jack Lowden : Thompson (Thommo)
- Martin McCann : Paul Haggerty
- Babou Ceesay (en) : le caporal
- Paul Popplewell (en) : le caporal à l'instruction
- Adam Nagaitis : Jimmy
- Joshua Hill : Carl

## Distinctions

### Récompenses
- Festival international du film policier de Beaune 2014 : Prix du jury ex æquo (Jury des longs-métrages)
- Festival du film britannique de Dinard 2014 : Prix du public
- Festival international des jeunes réalisateurs de Saint-Jean-de-Luz 2014 : Chistera du meilleur réalisateur pour Yann Demange

- British Independent Film Awards 2014 : meilleur film

### Nominations et sélections
7 prix et 20 nominations
- AFI Fest 2014 : sélection « World Cinema »
- Berlinale 2014 : sélection officielle
- Festival du film de Telluride 2014

- British Independent Film Awards 2014 :
  - Meilleur réalisateur pour Yann Demange
  - Meilleur acteur pour Jack O'Connell
  - Meilleur acteur dans un second rôle pour Sean Harris
  - Meilleur scénario pour Gregory Burke
  - Meilleure production
  - Meilleur technicien pour Chris Wyatt (montage)
  - Meilleur technicien pour Tat Radcliffe (photographie)
  - Douglas Hickox Award du meilleur premier film pour Yann Demange

- British Academy Film Awards 2015 :
  - Meilleur film britannique
  - Meilleur nouveau scénariste, réalisateur ou producteur britannique pour Yann Demange (réalisateur) et Gregory Burke (scénariste)